# Староіголкінський
Пам'ятка природи «Староіголкінський» (рос. Памятник природы «Староиголкинский») — зоологічна пам'ятка природи регіонального значення на території Астраханської області Південного федерального округу Російської Федерації.

## Географія
Пам'ятка природи розташована на території Новокрасинської сільради Володарського району Астраханської області. Знаходиться у східній частині надводної дельти Волги, включає у себе култучну зону системи проток Староіголкінського Банку в межах островів Піщаний і Тайга, за 5 км на північ від Обжорівського кластеру Астраханського заповідника. Останній вкритий високостовбурним вербовим лісом.

## Історія
Резерват був утворений 15 квітня 1983 року з метою охорони великої змішаної гніздової колонії навколоводних голенастих та веслоногих птахів, які занесені до Червоної книги Росії. На момент створення пам'ятки природи острів Піщаний був єдиним місцем гніздування баклана малого, і колонія існувала з 1965 року.

## Біоценоз
У пам'ятці природи охороняються такі види птахів: чапля сіра, чапля велика біла, чапля мала біла, чапля жовта, квак, баклан малий, косар (ковпиця), коровайка. За спостереженнями, здійсненими 1996 року орнітологами, у колонії нараховується 120 гнізд чаплі сірої, 35 гнізд чаплі великої білої, 108 гнізд чаплі малої білої, 215 гнізд чаплі жовтої, 280 гнізд квака, 240 гнізд коровайки, 85 гнізд косара та 6 гнізд баклана малого.

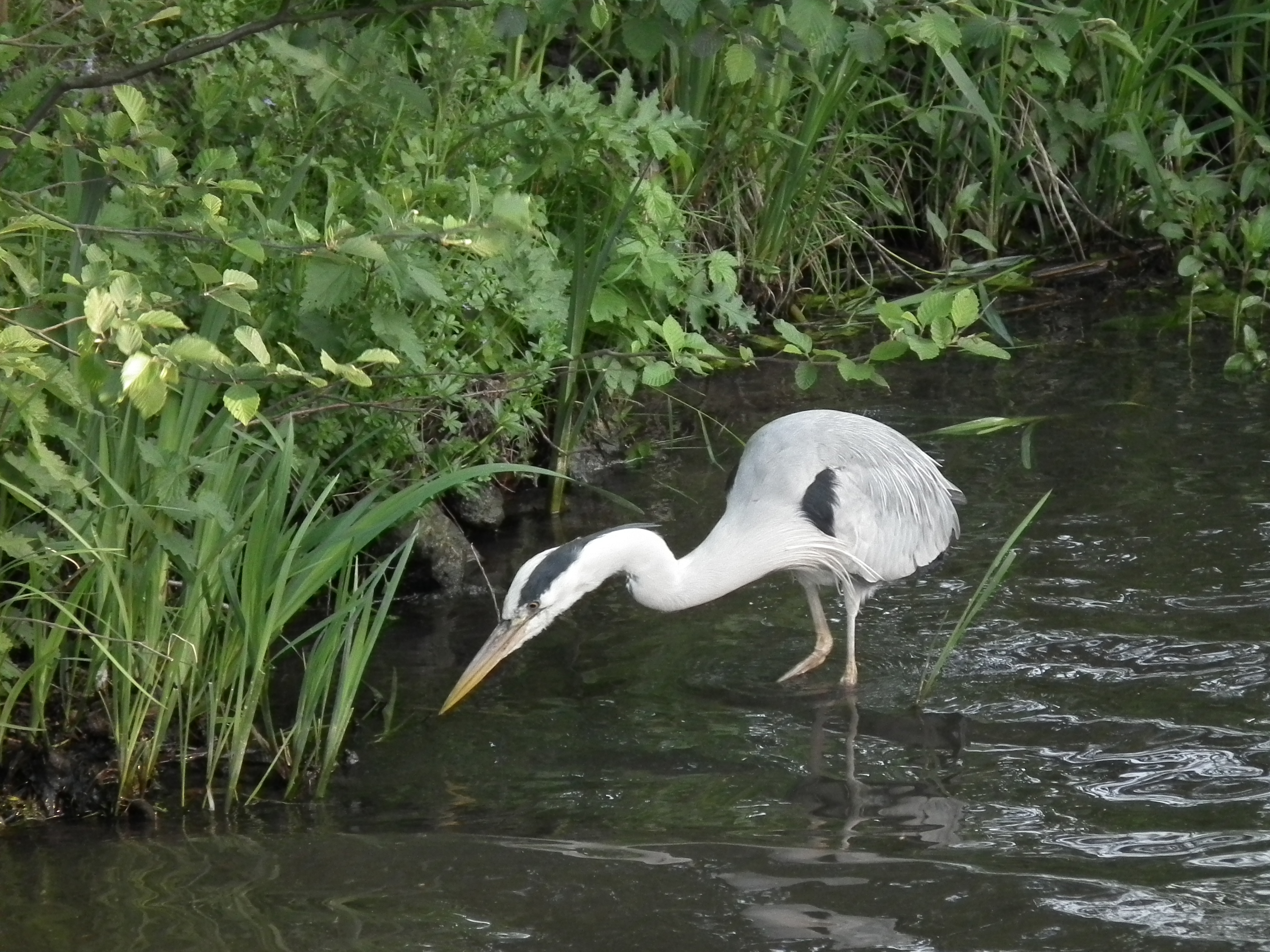
Чапля сіра
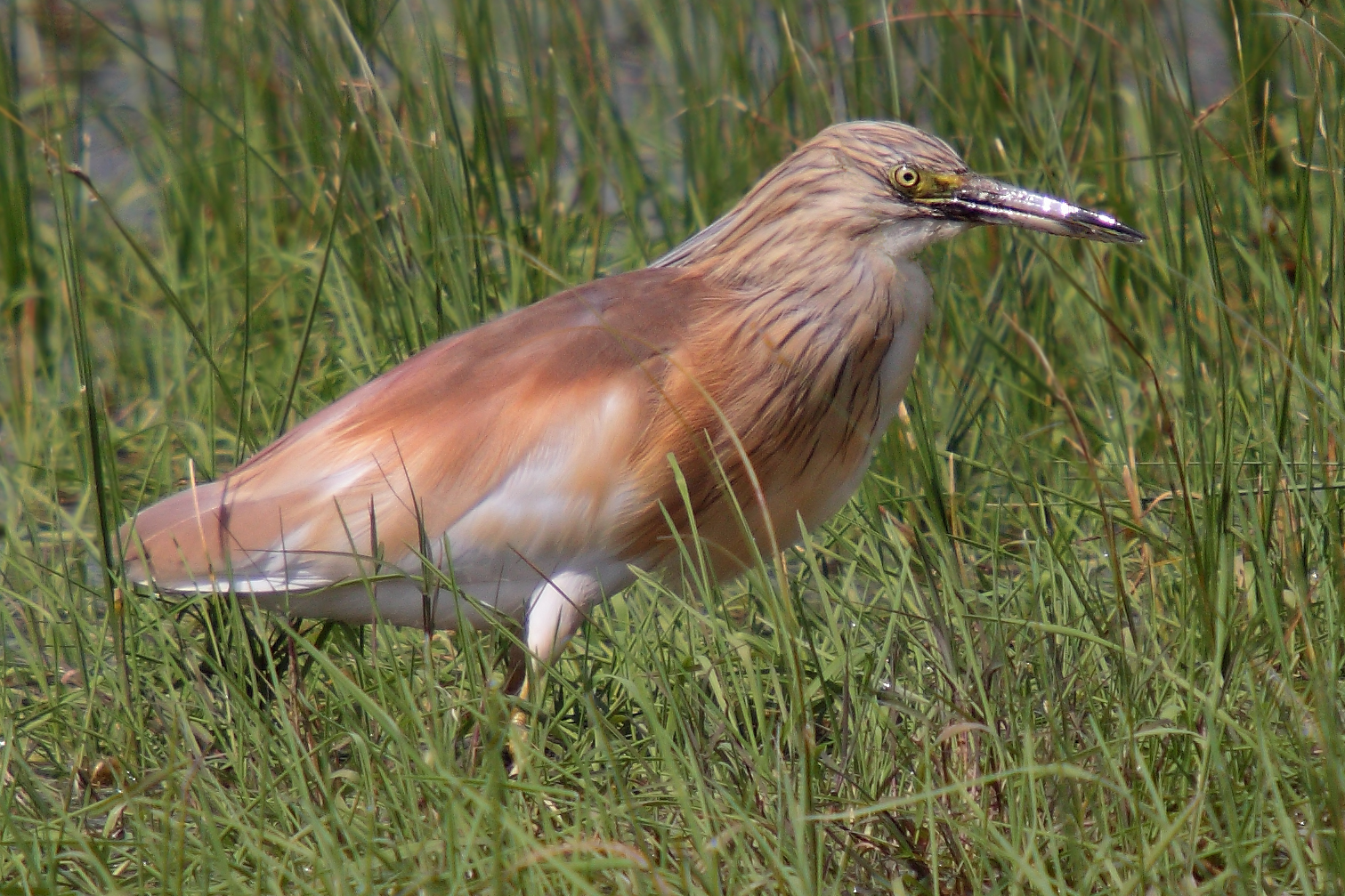
Чапля жовта
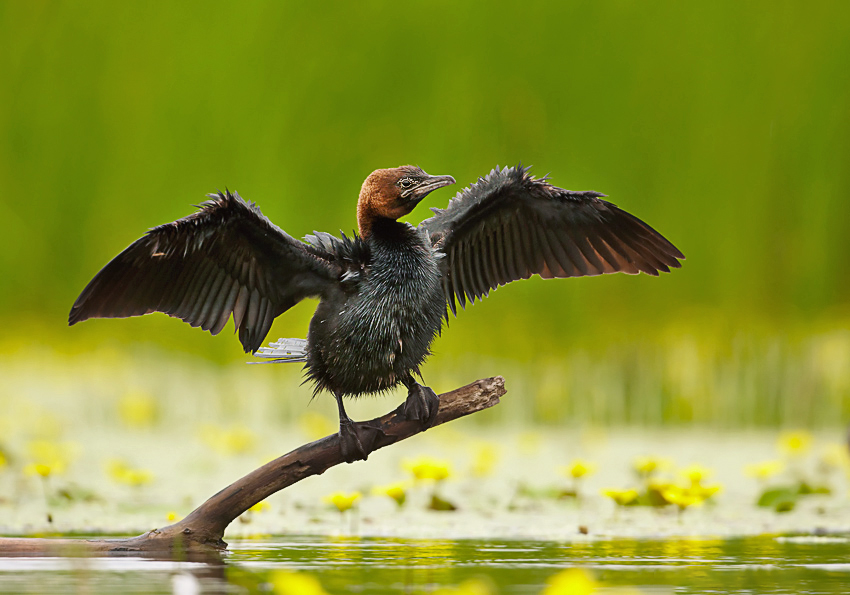
Баклан малий
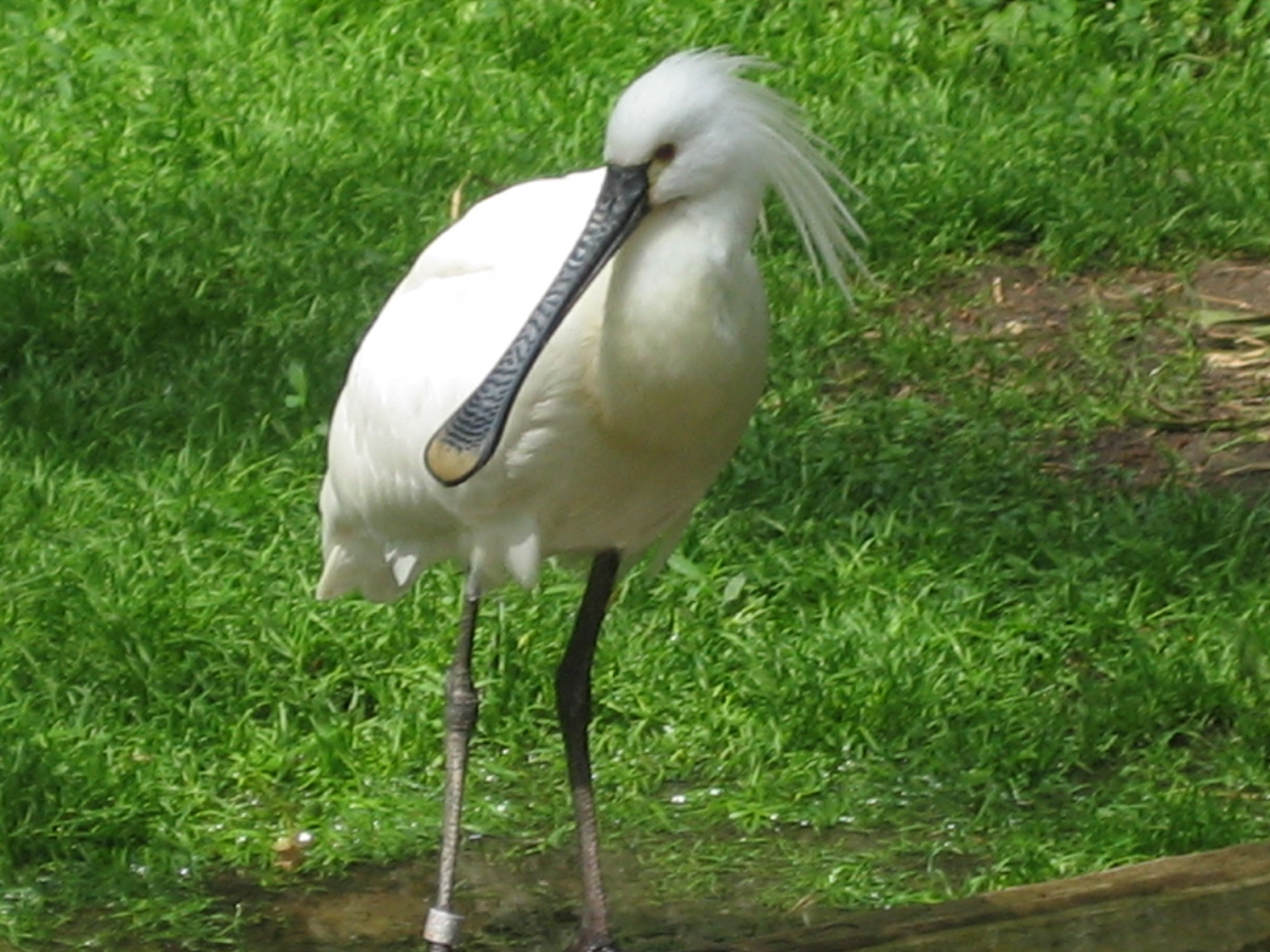
Косар (ковпиця)
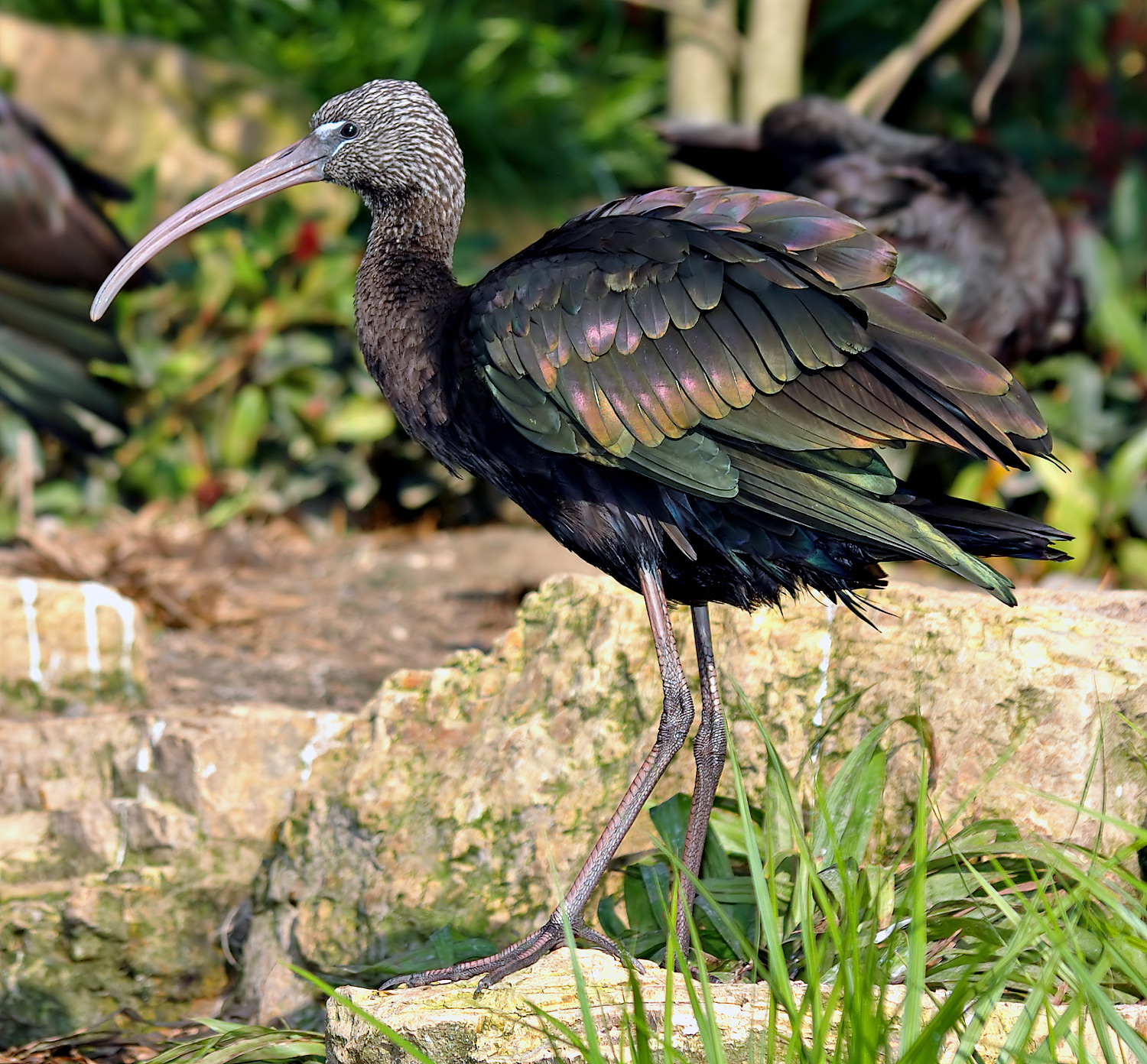
Коровайка